# Eivindvik
Eivindvik este o localitate din comuna Gulen, provincia Sogn og Fjordane, Norvegia, cu o suprafață de 0,32 km² și o populație de 243 locuitori (2013).